# Il labirinto greco (film)
Il labirinto greco (El laberinto griego) è un film del 1993 diretto da Rafael Alcázar.
La pellicola è tratta dall'omonimo romanzo dello scrittore Manuel Vázquez Montalbán.